# Campeonato Mundial de Esgrima de 2008
El LXX Campeonato Mundial de Esgrima se celebró en Pekín (China) entre el 18 y el 20 de abril de 2008 bajo la organización de la Federación Internacional de Esgrima (FIE) y la Federación China de Esgrima. Fue un campeonato sólo de las disciplinas que no se disputarán en los Juegos Olímpicos del mismo año.
Las competiciones se realizaron en el pabellón de esgrima del Centro de Conferencias del Parque Olímpico de la capital china.

## Países participantes
Participaron en total 120 esgrimistas (60 hombres y 60 mujeres) de 19 federaciones nacionales afiliadas a la FIE.
| África (CAE) | América (CPE)                                      | Asia (AFC)                              | Europa (CEE) | Oceanía (OFC) |
| ------------ | -------------------------------------------------- | --------------------------------------- | --- | ------------- |
|              | Brasil (4/-) · Canadá (4/4) · Estados Unidos (4/4) | China (4/4) Hong Kong (4/4) Japón (4/4) | Alemania (4/4) · España (4/-) · Estonia (-/4) · Francia (4/4) · Hungría (-/4) · Italia (4/4) · Polonia (4/4) · Reino Unido (4/-) · Rumania (-/4) · Rusia (4/4) · Suecia (-/4) · Suiza (-/4) · Ucrania (4/4) |               |

## Medallistas

### Masculino
| Evento                      | Oro                                                                          | Plata                                                                           | Bronce                                                                       |
| --------------------------- | ---------------------------------------------------------------------------- | ------------------------------------------------------------------------------- | ---------------------------------------------------------------------------- |
| Florete por equipos (18.04) | Andrea Baldini · Stefano Barrera · Andrea Cassarà · Salvatore Sanzo · Italia | Benjamin Kleibrink · Peter Joppich · Dominik Behr · Richard Breutner · Alemania | Michał Majewski · Radosław Glonek · Sławomir Mocek · Marcin Zawada · Polonia |

### Femenino
| Evento                     | Oro                                                                       | Plata                                           | Bronce                                                                             |
| -------------------------- | ------------------------------------------------------------------------- | ----------------------------------------------- | ---------------------------------------------------------------------------------- |
| Espada por equipos (19.04) | Laura Flessel Maureen Nisima Sarah Daninthe Hajnalka Kiraly-Picot Francia | Li Na Zhong Weiping Luo Xiaojuan Zhang Li China | Britta Heidemann · Imke Duplitzer · Marijana Marković · Monika Sozanska · Alemania |

## Medallero
| Núm. | País     | Oro | Plata | Bronce | Total |
| ---- | -------- | --- | ----- | ------ | ----- |
| 1    | Italia   | 1   | 0     | 0      | 1     |
| 1    | Francia  | 1   | 0     | 0      | 1     |
| 3    | Alemania | 0   | 1     | 1      | 2     |
| 4    | China    | 0   | 1     | 0      | 1     |
| 5    | Polonia  | 0   | 0     | 1      | 1     |
|      | TOTAL    | 2   | 2     | 2      | 6     |